# Самора-де-Идальго
Самора-де-Идальго (исп. Zamora de Hidalgo)  —   город и муниципалитет в Мексике, входит в штат Мичоакан. Население 170 748 человек.

## Известные уроженцы
- Рафаэль Маркес — игрок клуба «Нью Йорк Ред Буллс», а также сборной Мексики по футболу.

## История
В 1574 году город основал Виррей де Альманса.

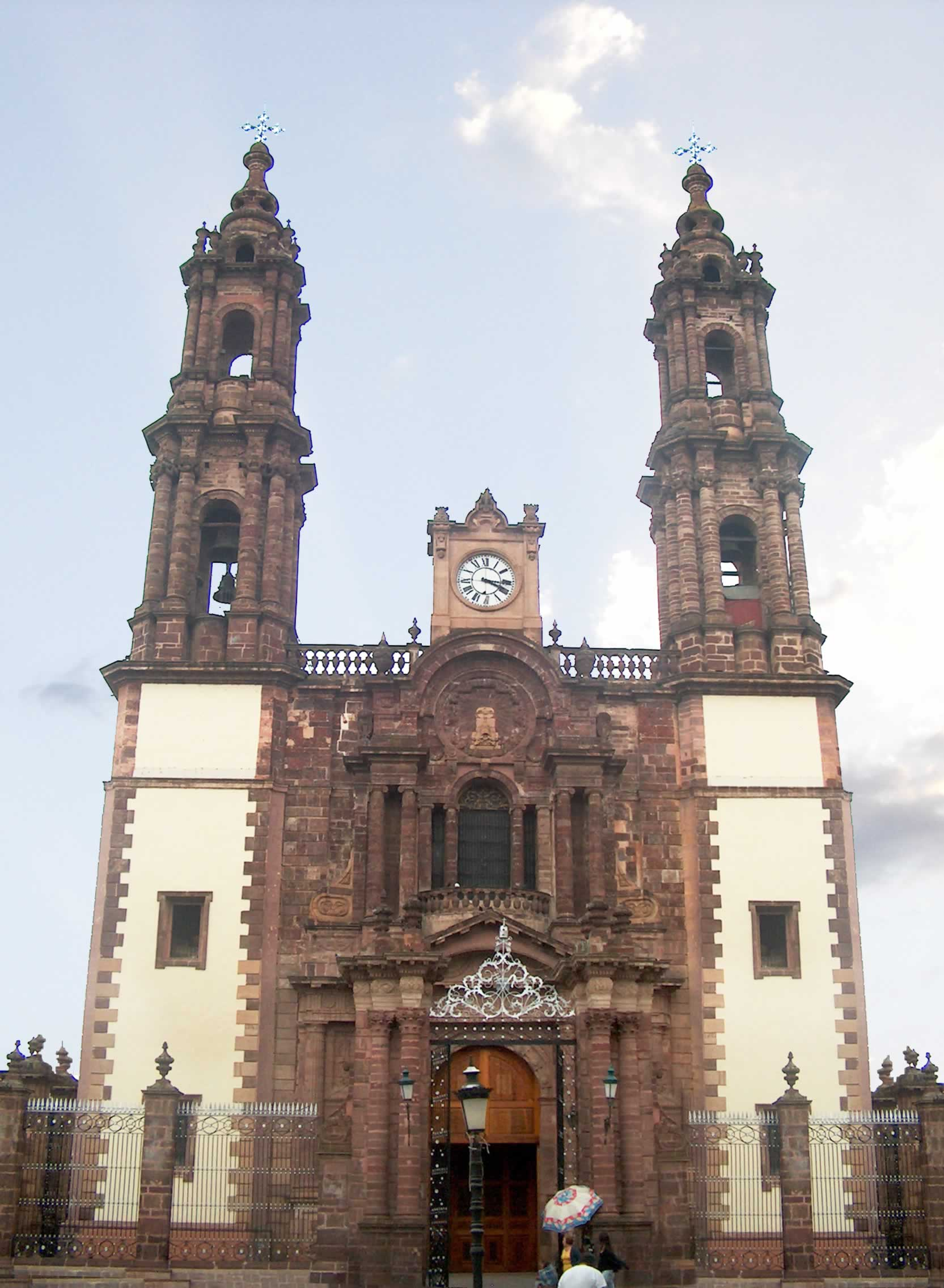
Кафедральный собор